# Nintendo Switch
Pour les articles homonymes, voir Switch.
La Nintendo Switch (ニンテンドースイッチ, Nintendō Suitchi, prononcé en anglais : [nɪnˈtɛndoʊ ˈswɪt͡ʃ]) est une console de jeux vidéo produite par Nintendo depuis 2017. Succédant à la Wii U, elle est la première console hybride de la firme, pouvant faire office aussi bien de console de salon que de console portable. Elle est sortie mondialement le 3 mars 2017. Elle se place en concurrence indirecte avec la Xbox One de Microsoft et la PlayStation 4 de Sony, puis leurs successeurs respectifs Xbox Series et PlayStation 5.

## Histoire

### Pré-lancement

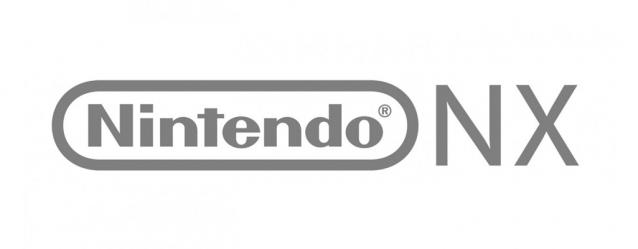
Logotype non officiel de la console sous son nom de code Nintendo NX apparaissant dans une bande-annonce du jeu RISE: Race the Future.

Le président de Nintendo Satoru Iwata annonce la création d'une console de jeux sous le nom de code Nintendo NX lors d'une conférence de presse le 17 mars 2015 déclarant un partenariat entre Nintendo et DeNA,. Par rapport à la console Wii U, elle sera une console de salon, et bénéficiera d'un dézonage.
En juin 2015, une rumeur affirme un développement sous Android,, mais celle-ci est rapidement démentie par Nintendo,. Une autre rumeur, fondée sur une évocation de Lisa Su, la présidente directrice générale de la société d'AMD, « un quatrième contrat de puces semi-custom capable de générer des milliards », désigne AMD comme fournisseur du processeur.[pas clair]
Début octobre 2015, la console, toujours sous le nom de Nintendo NX, aurait été distribuée à des développeurs lors du salon des développeurs E3 2015. Le prix du kit de développement est de 416 $, ce qui est nettement inférieur au prix de 2 500 $ pour la PlayStation 4. La console serait « hybride », et disposerait d'une « mablette » (contraction de manette et tablette) capable de fonctionner sans la console,.
En avril 2016, Nintendo annonce la sortie de la console pour mars 2017, ainsi que la sortie du jeu The Legend of Zelda: Breath of the Wild sur cette console, en plus de la version Wii U,.
En octobre 2016, les premiers détails concrets de la console, en tant « qu'avant goût des informations qui seront révélées ultérieurement », sont fournis dans une vidéo, qui dévoile également le nom officiel « Nintendo Switch ». Dans une conférence du 13 janvier 2017 Nintendo donne la date de sortie, le 3 mars 2017, les jeux en développement, et le prix de la console de 29 980 ¥ au Japon et 299,99 $ en Amérique du Nord, sans donner de prix pour l'Europe. Fomalhaut Techno Solutions estime que le coût de production de la console au moment de sa sortie est de 257 $. Dans la foulée, une équipe de localisation (Nintendo Treehouse) présente les futurs jeux de la console.

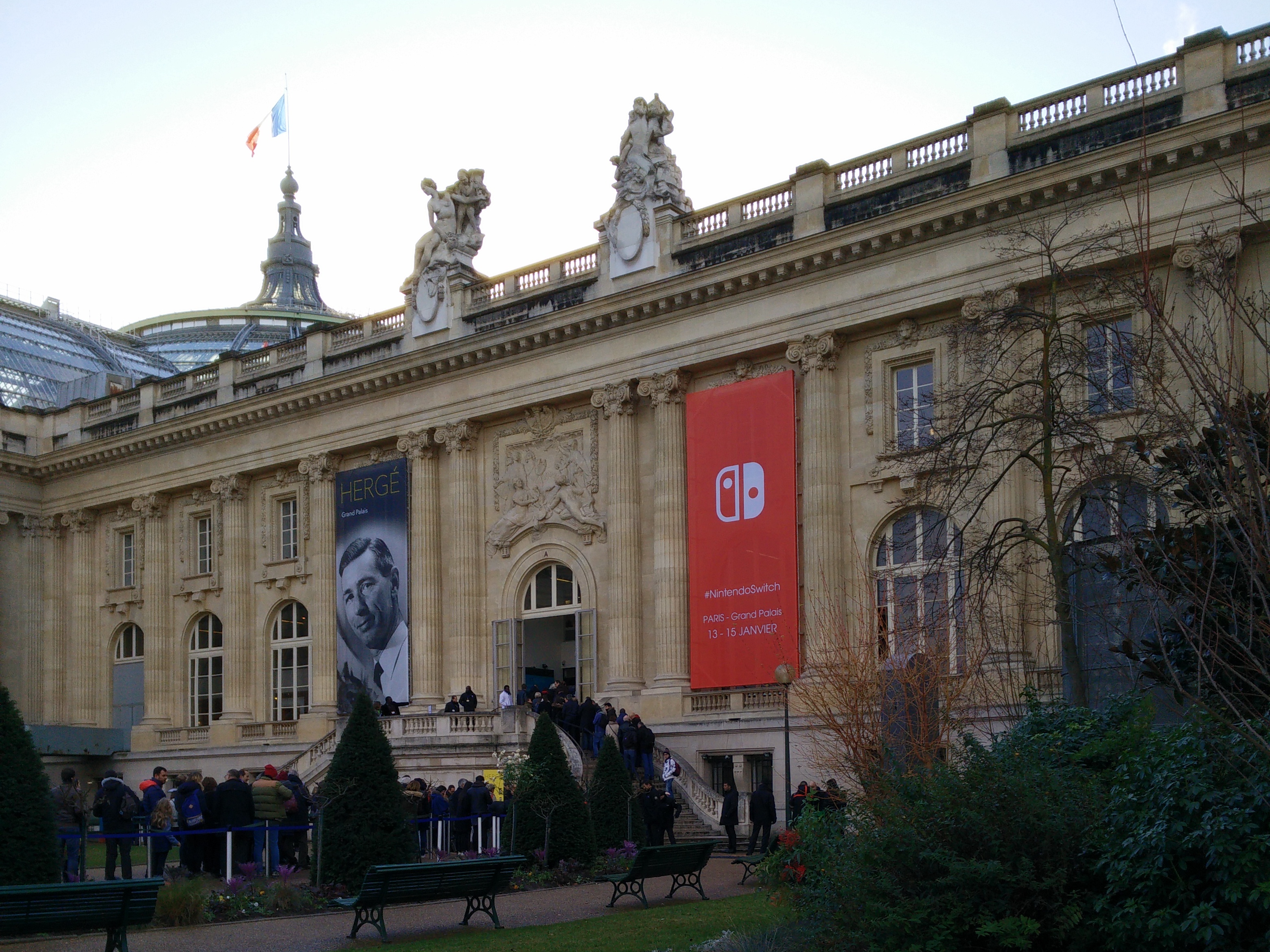
L'événement Nintendo Switch, organisé par Nintendo France au Grand Palais du 13 au 15 janvier 2017.

Des événements de promotion et de tests pour le grand public sont organisés à New York, Tokyo, Paris, Washington, Angoulême, Toronto, Berlin ou Los Angeles. Parmi les jeux testables, on note des jeux Nintendo comme The Legend of Zelda: Breath of the Wild, Splatoon 2, 1-2-Switch ou ARMS. Du côté des jeux tiers, sont présents Disgaea 5, Super Bomberman R, Just Dance 2017, Has Been Heroes, Sonic Mania ainsi que Skylanders: Imaginators. La console est également présentée dans plusieurs salons, dont la PAX South de San Antonio fin janvier, la PAX East de Boston en février, le SXSW tenu à Houston ou encore la convention RTX à Sydney en février.
Tout au long du mois de janvier 2017, les distributeurs se font la guerre pour le prix le plus bas et pour les offres promotionnelles. En France, par exemple, les prix baissent pendant plusieurs semaines avant d'atteindre fin janvier le plancher de 299 €, 30 € de moins que le prix de base de 329 € annoncé le 13 janvier,.
À partir de fin janvier, Nintendo commence sa campagne publicitaire. Aux États-Unis, les spots de pub se multiplient. Lors du match de football Super Bowl LI à Houston (Texas), un spot estimé à 5 millions de dollars pour 30 secondes est diffusé pendant la quatrième mi-temps. En Europe, la campagne commence début février avec des spots à la télévision. Philippe Lavoué, directeur général de Nintendo France, déclare au Figaro que la publicité « ne va pas tout faire » et qu'une campagne de démonstrations en magasin et dans les centres commerciaux est nécessaire.

### Après la sortie

#### Piratage
Fin 2017, une faille matérielle est découverte en mode de récupération dit « mode RCM ». Il est possible pour un hacker de démarrer en ayant au préalable provoqué un court circuit dans le rail de charge droit de la tablette ; le hacker lance la console en maintenant « Power » et « + » pour la faire démarrer en mode RCM, puis il injecte par USB depuis un ordinateur ou un smartphone un paquet USB modifié pour exploiter une faille (ressemblant à un buffer overflow) dans ce mode RCM, permettant de lancer n'importe quel programme sur la console
Aucune mise à jour logicielle n'a réglé cette faille mais, très vite, Nintendo fabrique une nouvelle version de la Switch sans la faille.
En 2018, des hackers réussissent à transformer la console en tablette Linux. Malgré les correctifs de sécurité du système, la mise à jour majeure 7.0.0 ne tient que quatre heures avant d'être piratée.

#### Évolution
Une nouvelle version du modèle d'origine (référence HAC-001) est commercialisée progressivement à partir d'août 2019 aux États-Unis et de septembre 2019 en Europe. Sa référence est HAC-001-01. Ce modèle dispose d'une plus grande autonomie ; son packaging est différent. Il est possible de jouer entre 4,5 et 9 heures contre 2,5 et 6,5 heures pour l'ancien.
À deux reprises pourtant distantes (en 2020, puis en 2022), le président de la firme déclare que la console Nintendo Switch n'en est « qu'au milieu de son cycle de vie », et dépassera la durée de vie habituelle de ce type de matériel,,. Il faut néanmoins nuancer ces propos, prononcés lors d'une réunion avec des investisseurs. Les ventes de la Switch enregistrant alors une légère baisse, on peut interpréter ces déclarations comme une volonté de rassurer des investisseurs inquiets de voir s'approcher une fin de cycle de vie industriel pour la console (survenant habituellement en sixième année d'exploitation selon la même déclaration).

## Matériel

### Console

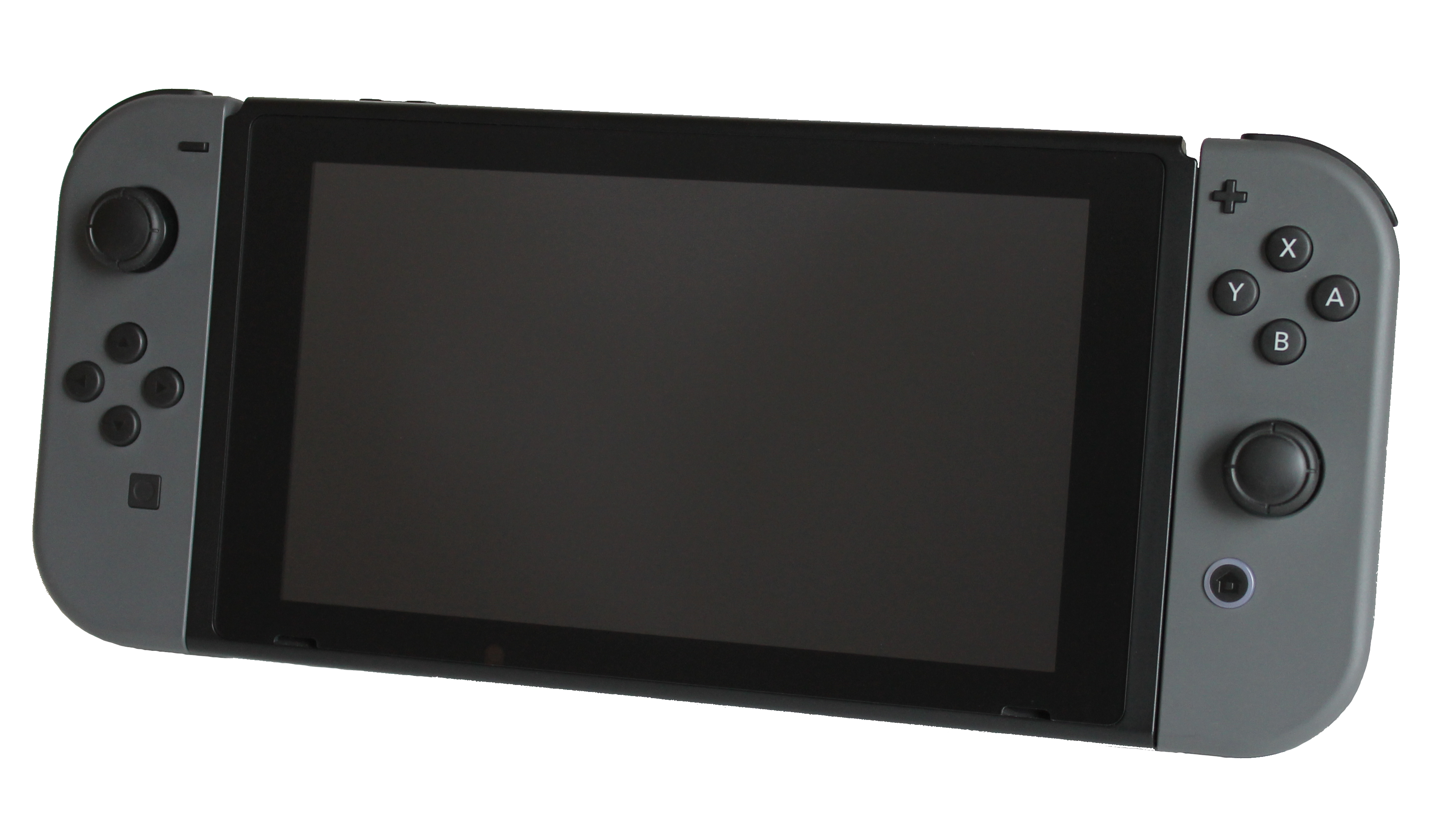
La console en mode portable, constituée des Joy-Con attachés à une tablette tactile.

La boîte contenant la console comporte plusieurs éléments : une tablette à laquelle peuvent être connectées deux manettes amovibles, les Joy-Con, et une station d'accueil pour ranger la tablette afin de la recharger et d'afficher l'image sur un téléviseur. Le composant principal de la Nintendo Switch est sa console, une tablette alimentée par batterie dotée d'un écran tactile LCD de 160 mm (6,2 pouces) de longueur. L'écran renferme un périphérique capacitif en plastique, le verre ayant été écarté. En effet, l'avantage réside dans la résistance, la console visant également les plus jeunes. La tablette mesure 173 mm (6,8 pouces) de largeur, 102 mm (4,0 pouces) de hauteur et 14 mm (0,55 pouce) de profondeur et pèse 297 g (10,5 onces). 
L'écran prend en charge la résolution 720p (1 280 × 720 px) avec une détection tactile multi-touch à dix points et inclut le dispositif haptique d'Immersion Corporation. L'appareil est doté d'une prise audio de 3,5 mm, de haut-parleurs stéréo sur la partie inférieure, d'un port de charge USB-C et d'une béquille à l'arrière,,. En outre, il comprend un emplacement pour carte de jeu sur le dessus et un emplacement pour carte microSD sous la béquille. Les commandes de volume et un bouton d'alimentation sont également situés sur le dessus, tandis que des rails sur les côtés permettent de glisser et de fixer les contrôleurs Joy-Con. Un capteur de lumière ambiante règle automatiquement la luminosité de l'écran. 
La console prend en charge trois modes de jeu. Emboîtée dans sa station d'accueil, c'est une console de salon (en anglais : docked mode). Le joueur utilise alors la manette Nintendo Switch Pro ou bien les deux manettes Joy-Con qui peuvent s'assembler au moyen de la poignée ou Joy-Con Grip pour former une manette classique. Elle fonctionne également comme une console portable (handled mode), avec les deux Joy-Con connectés à la tablette ou détachés pour jouer seul avec un Joy-Con par main, ou à plusieurs avec un Joy-Con par personne. La Nintendo Switch propose aussi un mode sur table (tabletop mode), où la béquille permet de jouer à plusieurs sur une surface plane,. Le passage d'un mode à l'autre se fait en toute simplicité : il suffit d'ancrer ou de désancrer la console, d'ajuster la béquille et d'attacher ou de détacher les manettes Joy-Con. Certains jeux sont conçus pour des modes spécifiques ; par exemple, Voez nécessitait initialement des commandes par écran tactile et n'était pas compatible avec le mode téléviseur jusqu'à une mise à jour de 2018,, tandis que Super Mario Party n'est pas compatible avec le mode portable.
La console est équipée d'une puce Nvidia Tegra personnalisée, se rapprochant de la Nvidia Shield, « fondée sur la même architecture que les cartes graphiques GeForce ». Elle embarque un système sur une puce (SoC) de la famille Tegra dérivé du Tegra X1, développé en partenariat avec la société Nvidia. Nvidia propose par ailleurs une nouvelle interface de programmation appelée NVN. Les mentions légales dans les paramètres de la console font référence au système d'exploitation FreeBSD, disposant d'une licence open source.

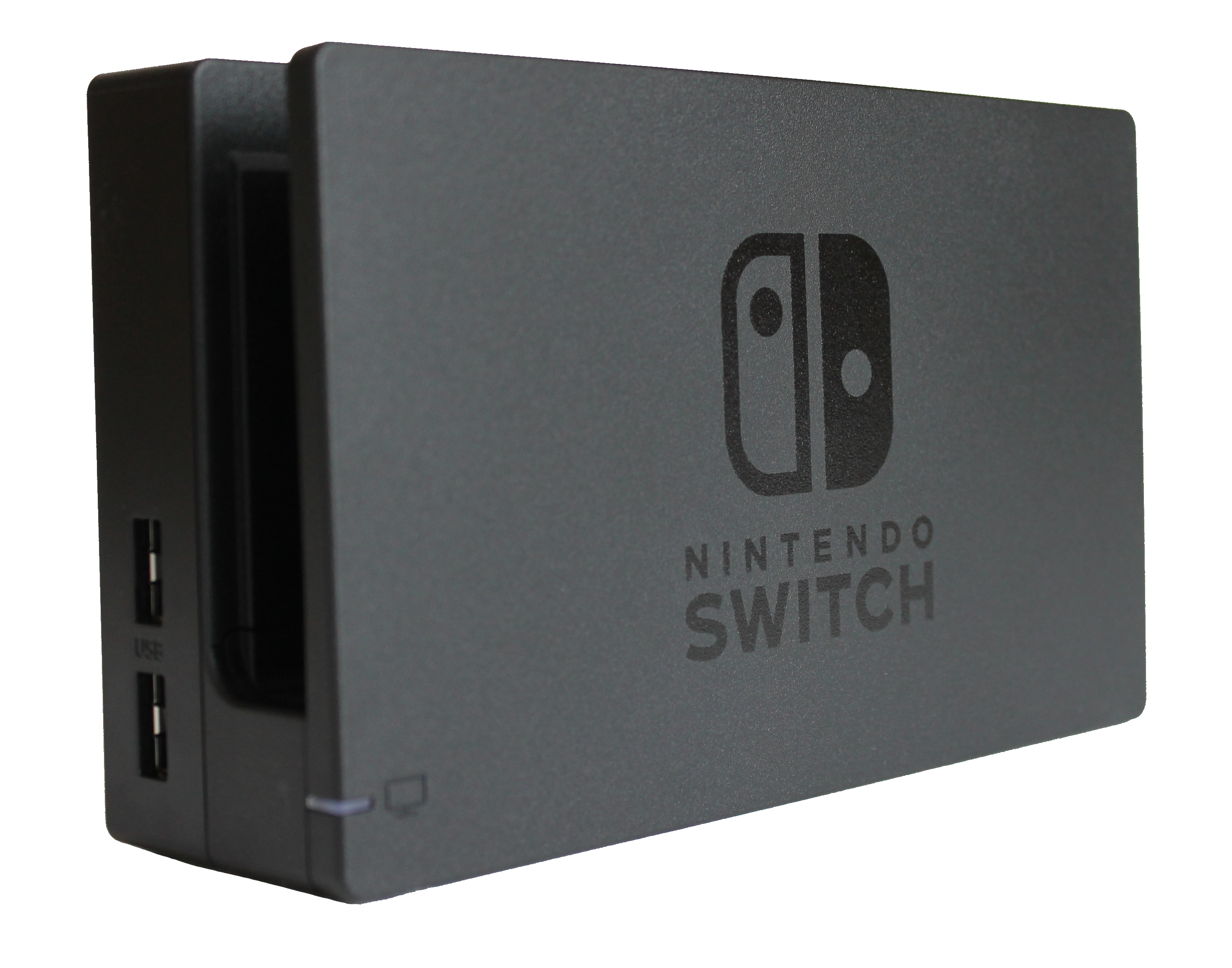
La station d'accueil en forme de socle de la console.

Nintendo décrit la Switch comme une « expérience à écran unique », affichant le contenu soit sur la console lorsqu'elle est détachée, soit sur un téléviseur lorsqu'elle est connectée. Contrairement au GamePad de la Wii U, elle ne prend pas en charge la fonctionnalité double écran. Nintendo a breveté une méthode permettant de relier plusieurs consoles Switch pour former une configuration multi-écrans, utilisée pour la première fois dans Super Mario Party pour créer un environnement de jeu étendu,. La console lit des jeux sous format cartouche, appelée carte de jeu, ce qui n'était pas le cas des précédentes consoles de salon de Nintendo depuis la Nintendo 64 — le disque optique ayant été privilégié par la suite —, ou encore sous format dématérialisé. La console est compatible avec les figurines amiibo.
La Nintendo Switch, avec ou sans Joy-Con, peut être placée dans une station d'accueil équipée pour charger la batterie de la console et transmettre des signaux vidéo et audio à un téléviseur via HDMI. La station d'accueil comprend trois ports USB-A (deux prises USB 2.0 sur le côté gauche et une prise USB 3.0 à l'arrière, cette dernière prenant en charge les cartes réseau USB),. Lorsqu'elle est connectée, la console prend en charge des résolutions allant jusqu'à 1080p et une fréquence d'images maximale de 60 images par seconde, bien que la résolution réelle varie en fonction du jeu,. La station d'accueil mesure 173 mm (6,8 pouces) de largeur, 104 mm (4,1 pouces) de hauteur et 54 mm (2,1 pouces) de profondeur et pèse 327 g (11,5 onces). La version fournie avec le modèle OLED présente un boîtier légèrement redessiné et remplace le port USB arrière par un port Ethernet intégré pour une connexion Internet filaire.
La console embarque également le Bluetooth. Le sans-fil cher à Nintendo a été utilisé à plusieurs reprises (la série Nintendo DS, les télécommandes Wii et les consoles de la série Wii) ; il permettrait cette fois des connexions à des appareils compatibles autres que les appareils de sa marque. Le Bluetooth permet aussi d'ajouter des amis utilisateurs de Nintendo Switch (en remplacement des codes ami) et à jouer en multijoueur local. Par ailleurs, la console dispose du NFC ainsi que du Wi-Fi pour l’accès à la boutique Nintendo eShop et au jeu en ligne.

### Manettes

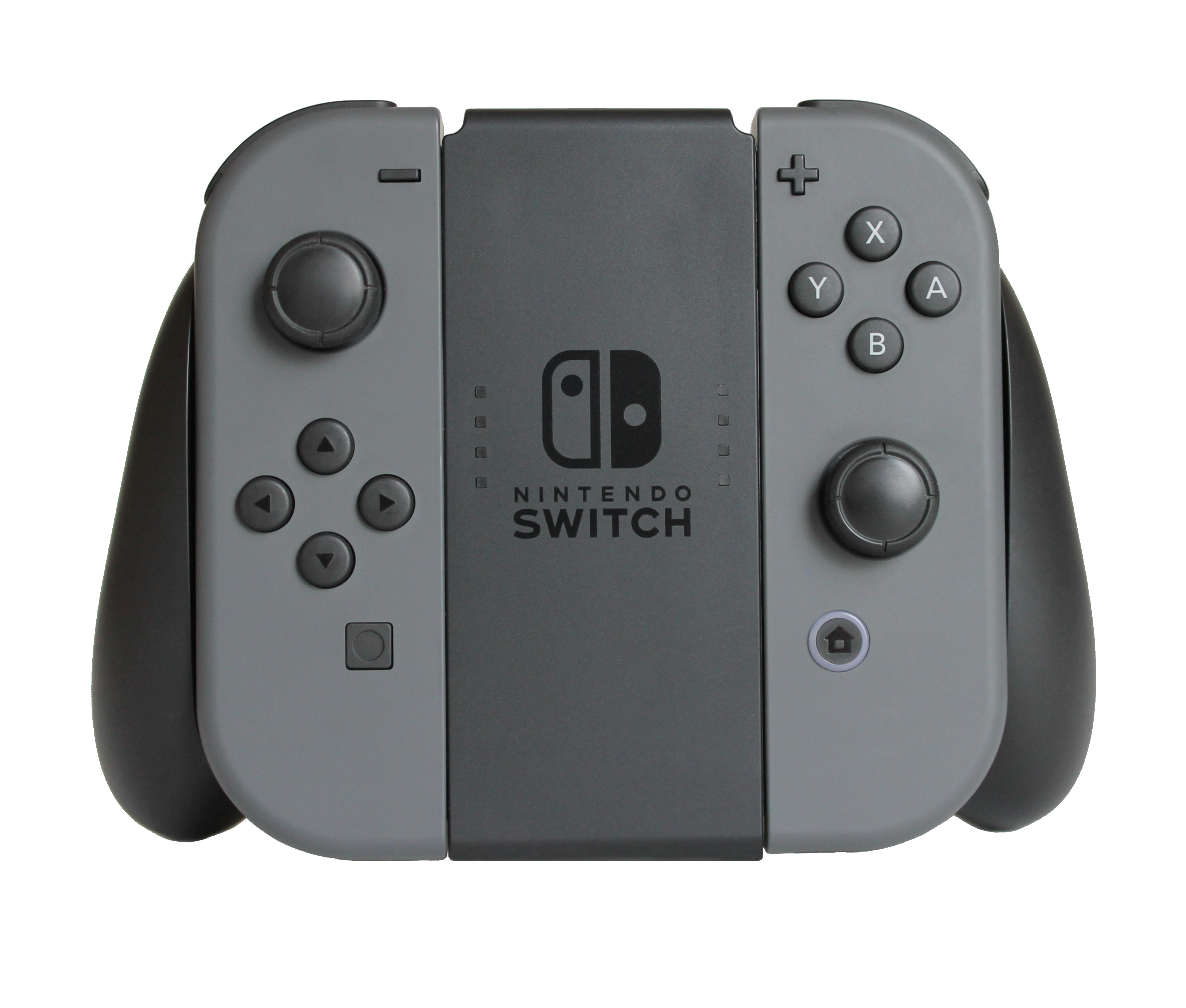
Les manettes Joy-Con, attachées à un Joy-Con Charging Grip.

La Nintendo Switch comprend deux manettes, appelées collectivement Joy-Con et individuellement « Joy-Con L » (manette gauche, L pour left) et « Joy-Con R » (manette droite, R pour right). Ces manettes se fixent à la console via des rails latéraux avec un mécanisme de verrouillage, et un petit bouton de déverrouillage à l'arrière permet de les détacher. Lorsqu'ils sont connectés à la console, les Joy-Con se rechargent automatiquement. 
Lorsqu'ils sont détachés, ils peuvent être utilisés par paire par un seul joueur, attachés à un accessoire de préhension pour imiter une manette de jeu traditionnelle — qui permet également la recharge via USB-C — ou utilisés séparément comme manettes individuelles pour deux joueurs. Des sangles peuvent être attachées pour une meilleure prise en main lorsqu'ils sont détachés, et une poignée de chargement alimentée par des piles AA est également disponible. Une seule console Nintendo Switch prend en charge jusqu'à huit connexions Joy-Con simultanément.
Les Joy-Con sont dotés de vibrations HD qui augmentent la perception de certains effets (sensation de présence d'un objet dans la manette, d'un liquide qui coule, etc.) ainsi que d'un capteur infrarouge qui détecte des formes ou des objets. Les Joy-Con existent en plusieurs couleurs qui sont généralement propres à un jeu particulier, La manette Nintendo Switch Pro est une manette sans fil séparée qui offre un design plus traditionnel, ressemblant à la manette classique Wii Pro et à la manette Wii U Pro. Elle se connecte à la Switch via Bluetooth et se recharge grâce à un port USB-C,.

### Caractéristiques techniques
| Console                                      | Console |
| -------------------------------------------- | --- |
| Processeur                                   | - Quad-core ARM Cortex-A57, 1 020 MHz max (basé sur l'architecture ARMv8 64-bit) avec un cache L2 de 2 Mo, couplé avec un ARM Cortex-A53 |
| Processeur graphique                         | - Basé sur l'architecture Maxwell 256 cœurs CUDA, 768 MHz en mode dock, 384 MHz ou 307,2 MHz en mode portable/sur table, 393 Gflops en mode dock, 157 à 196 Gflops en mode portable/sur table (en FP32), texture : 16 pixels/cycle, fill : 14,4 pixels/cycle, |
| Mémoire vive                                 | - 4 Go LPDDR4, 1 600 MHz avec bande passante : 25,6 Go/s |
| Écran tactile                                | - 6,2 pouces (15,75 cm) IPS LCD de définition 1280×720 pixels |
| Haut-parleur                                 | - Stéréo 2.0, mono (réglable) |
| Stockage interne                             | - Mémoire de type eMMC 32 Go avec taux de transfert max : 400 Mo/s |
| Emplacement pour carte microSD               | - SDHC et SDXC jusqu’à 2 To |
| Emplacement pour cartouche de jeu            | - Les cartouches de jeu Nintendo Switch seraient déclinées en plusieurs capacités de stockage: 1, 2, 4, 8, 16 jusqu’à un maximum de 32 Go pour les jeux plus lourds                                                                                           |
| Connecteur USB                               | - USB Type-C |
| Prise audio                                  | - Format jack (3,5 mm) TRS pour un son stéréo en sortie |
| Réseau sans fil                              | - Wi-Fi, IEEE 802.11 a/b/g/n/ac et Bluetooth 4.1 |
| Branchement TV sur station d'accueil         | - HDMI compatible Full HD (1920×1080 pixels) |
| Sortie audio branchement TV                  | - Sortie linéaire PCM à 5.1 canaux |
| USB supplémentaires sur la station d'accueil | - 2 USB 2.0 sur le côté, 1 USB 3.0 à l'arrière et 1 USB Type-C pour l'alimentation électrique |
| Dimensions                                   | - Largeur 23,9 cm, épaisseur 1,39 cm, profondeur 10,2 cm, poids 297 g (398 g avec Joy-Con attachés) |
| Batterie                                     | - lithium-ion de 4 310 mAh |
| Autonomie                                    | - Environ entre 2,5 et 6,5 h pour le modèle HAC-001 et entre 4,5 et 9 h pour le modèle HAC-001-01, selon la puissance requise par le jeu |

## Modèles dérivés

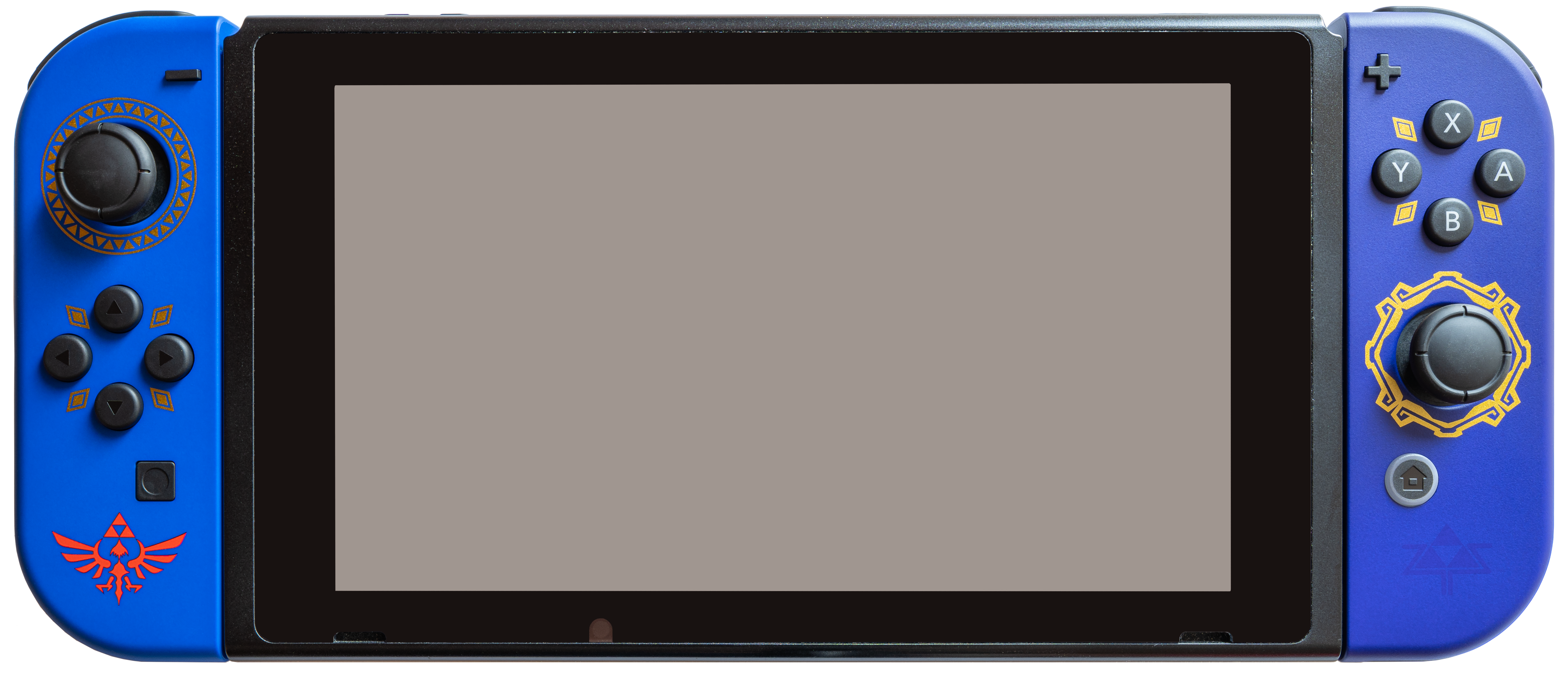
Nintendo Switch équipée de Joy-Con personnalisés, à l'occasion de la sortie de The Legend of Zelda: Skyward Sword HD en 2021.

### Éditions limitées
Depuis le lancement de la console en mars 2017, des éditions limitées ont vu le jour, comme ce fut le cas pour de nombreuses consoles portables de Nintendo. Ces éditions sont livrées avec les mêmes éléments que la version standard de la console ; cependant, la console, le dock et les Joy-Con peuvent arborer un design différent ou comporter un jeu ou un accessoire.
Certaines de ces éditions sont commercialisées en France, d'autres ne sont disponibles qu'à l'étranger, :
| Liste des éditions limitées de Nintendo Switch | Liste des éditions limitées de Nintendo Switch                                      | Liste des éditions limitées de Nintendo Switch | Liste des éditions limitées de Nintendo Switch | Liste des éditions limitées de Nintendo Switch | Liste des éditions limitées de Nintendo Switch | Liste des éditions limitées de Nintendo Switch                | Liste des éditions limitées de Nintendo Switch | Liste des éditions limitées de Nintendo Switch | Liste des éditions limitées de Nintendo Switch |
| Édition                                        | Jeu inclus                                                                          | Motifs                                         | Motifs                                         | Motifs                                         | Motifs                                         | Bonus                                                         | Date de sortie                                 | Disp. en France                                |                                                |
| Édition                                        | Jeu inclus                                                                          | Dock                                           | Console                                        | Joy-Con                                        | Joy-Con                                        | Bonus                                                         | Date de sortie                                 | Disp. en France                                |                                                |
| Édition                                        | Jeu inclus                                                                          | Dock                                           | Console                                        | Gauche                                         | Droit                                          | Bonus                                                         | Date de sortie                                 | Disp. en France                                |                                                |
| ---------------------------------------------- | ----------------------------------------------------------------------------------- | ---------------------------------------------- | ---------------------------------------------- | ---------------------------------------------- | ---------------------------------------------- | ------------------------------------------------------------- | ---------------------------------------------- | ---------------------------------------------- | ---------------------------------------------- |
| Édition Mario Kart 8 Deluxe                    | Mario Kart 8 Deluxe (code)                                                          | Non                                            | Non                                            |                                                |                                                | /                                                             | 28 avril 2017                                  | oui                                            |                                                |
| Édition Splatoon 2                             | Splatoon 2 (code)                                                                   | Non                                            | Non                                            |                                                |                                                | /                                                             | 21 juillet 2017                                | oui                                            |                                                |
| Édition Splatoon 2                             | Splatoon 2 (version boîte)                                                          | Non                                            | Non                                            |                                                |                                                | /                                                             | 21 juillet 2017                                | Non                                            |                                                |
| Édition Monster Hunter XX                      | Monster Hunter XX (version boîte)                                                   | oui                                            | oui                                            |                                                |                                                | /                                                             | 25 août 2017                                   | Non                                            |                                                |
| Édition Super Mario Odyssey                    | Super Mario Odyssey (code)                                                          | Non                                            | Non                                            |                                                |                                                | /                                                             | 27 octobre 2017                                | oui                                            |                                                |
| Bundle Mario Tennis Aces et 1-2-Switch         | Mario Tennis Aces et 1-2-Switch (codes)                                             | Non                                            | Non                                            |                                                |                                                | /                                                             | 22 juin 2018                                   | Non                                            |                                                |
| Édition Fortnite                               | Contenu additionnel du jeu Fortnite (code)                                          | Non                                            | Non                                            |                                                |                                                | /                                                             | 5 octobre 2018                                 | oui                                            |                                                |
| Édition Fortnite                               | Contenu additionnel du jeu Fortnite (code)                                          | oui                                            | oui                                            |                                                | oui                                            | /                                                             | 30 octobre 2020                                | oui                                            |                                                |
| Édition Super Mario Party                      | Super Mario Party (code)                                                            | Non                                            | Non                                            |                                                |                                                | Pochette de transport inspirée du jeu                         | 5 octobre 2018                                 | Non                                            |                                                |
| Édition Diablo III                             | Diablo III - Eternal Collection (code)                                              | oui                                            | oui                                            |                                                |                                                | Pochette de transport inspirée du jeu                         | 2 novembre 2018                                | oui                                            |                                                |
| Édition Pokémon Let's Go                       | Pokémon Let's Go, Pikachu ou Let's Go, Évoli (préinstallé)                          | oui                                            | oui                                            |                                                |                                                | Accessoire Pokéball Plus Paire de dragonnes blanche et marron | 16 novembre 2018                               | oui                                            |                                                |
| Édition Super Smash Bros. Ultimate             | Super Smash Bros. Ultimate (code)                                                   | oui                                            | Non                                            | oui                                            | oui                                            | /                                                             | 16 novembre 2018                               | oui                                            |                                                |
| Édition Minecraft                              | Minecraft (code)                                                                    | Non                                            | Non                                            |                                                |                                                | Planche d'autocollants inspirée du jeu                        | 30 novembre 2018                               | Non                                            |                                                |
| Édition Dragon Quest XI S                      | Dragon Quest XI S : Les Combattants de la Destinée - Edition Ultime (version boîte) | oui                                            | oui                                            | oui                                            | oui                                            | /                                                             | 27 septembre 2019                              | Non                                            |                                                |
| Édition Disney Tsum Tsum Festival              | Disney Tsum Tsum Festival (version boîte)                                           | oui                                            | oui                                            | oui                                            | oui                                            | /                                                             | 10 octobre 2019                                | Non                                            |                                                |
| Édition Animal Crossing: New Horizons          | Animal Crossing: New Horizons (code)                                                | oui                                            | oui                                            |                                                |                                                | Paire de dragonnes blanches                                   | 20 mars 2020                                   | oui                                            |                                                |
| Édition Mario 35th                             | /                                                                                   | oui                                            | oui                                            |                                                |                                                | Pochette de transport                                         | 12 février 2021                                | oui                                            |                                                |
| Édition Monster Hunter Rise                    | Monster Hunter Rise (code)                                                          | oui                                            | oui                                            | oui                                            | oui                                            | /                                                             | 26 mars 2021                                   | oui                                            |                                                |

### Nintendo Switch Lite

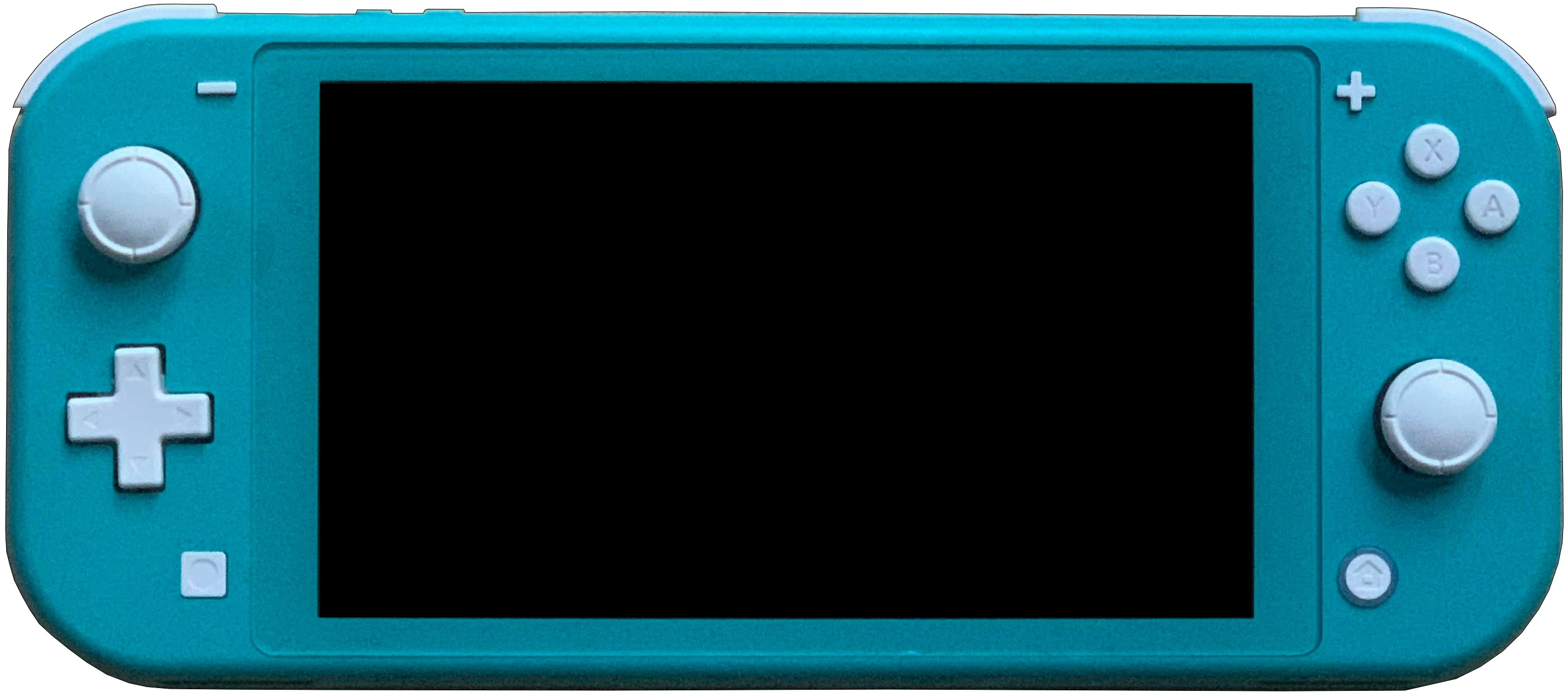
Nintendo Switch Lite, édition turquoise.

Annoncée en juillet 2019, la Nintendo Switch Lite est commercialisée le 20 septembre 2019,. Cette console possède un écran de 5,5 pouces (13,97 cm), plus compacte que le modèle standard, est exclusivement réservée au jeu portable : elle ne peut être connectée à un téléviseur, et ne possède pas de Joy-Con. Les boutons, sticks et gâchettes sont directement intégrés au corps de la console. Certaines fonctionnalités des Joy-Con, telles que les vibrations HD et la caméra infrarouge, sont absentes. La console peut néanmoins se connecter avec des manettes sans fil via le Bluetooth, permettant de jouer à des jeux non compatibles avec le mode portable, qui nécessitent l'utilisation de Joy-Con détachés de la console.
À son lancement, la Nintendo Switch Lite est disponible en trois couleurs : jaune, gris et turquoise. Cinq autres coloris ont été ajoutés ultérieurement : le gris clair aux motifs de Zacian et Zamazenta pour les jeux Pokémon Épée et Bouclier le 8 novembre 2019, la menthe pour le jeu Animal Crossing: New Horizons le 24 avril 2020, le bleu le 7 mai 2021, le gris foncé aux motifs de Dialga et Palkia pour les jeux Pokémon Diamant Étincelant et Perle Scintillante le 5 novembre 2021 et le turquoise aux motifs floral pour le jeu Animal Crossing: New Horizons le 20 octobre 2023.
| Édition Pokémon Zacian et Zamazenta                        | / | oui | / | 24 avril 2020     | /   |
| Édition Animal Crossing: New Horizons                      | / | /   | / | 11 octobre 2019   | oui |
| Édition Pokémon Dialga et Palkia                           | / | oui | / | 5 novembre 2021   | oui |
| Édition Animal Crossing: New Horizons (Méli et Mélo Hawaï) | / | oui | / | 20 octobre 2023   | oui |
| Édition Hyrule (The Legend of Zelda)                       | / | oui | / | 26 septembre 2024 | oui |

### Nintendo Switch (modèle OLED)

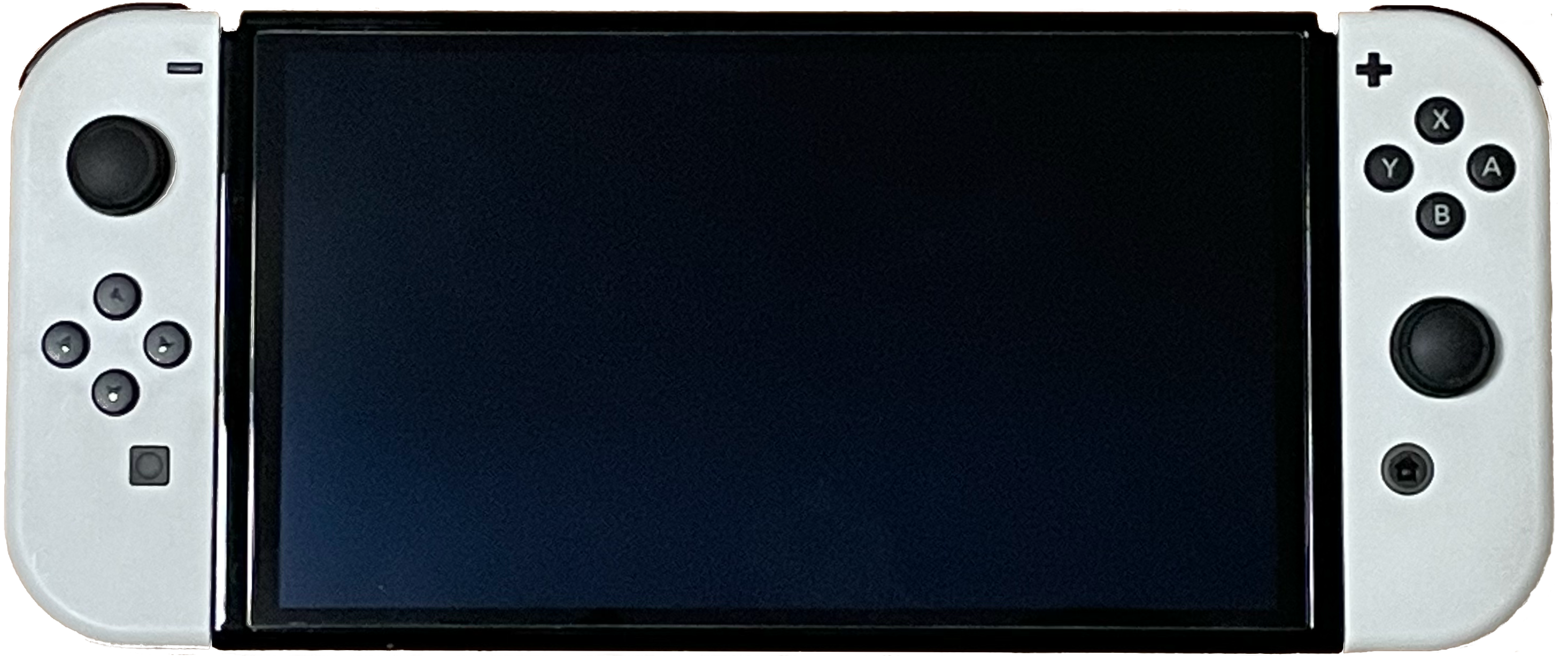
Nintendo Switch OLED, édition blanche.

Annoncée en juillet 2021, la Nintendo Switch - Modèle OLED sort le 8 octobre 2021. Elle possède un écran OLED de 7 pouces (17,78 cm), plus grand que l'écran original de 6,2 pouces (15,75 cm). Elle dispose d'un large support ajustable, d'une station d'accueil avec une connexion Ethernet, d'une mémoire interne de 64 Go contre 32 Go pour le modèle de base, d'une meilleure qualité sonore en mode portable, ainsi que d'un grand clapet courant sur toute la longueur de l'appareil servant à poser la console de manière inclinée sur une surface, alors que le modèle original ne disposait que d'un clapet de petite taille, peu pratique et fragile.
Les Joy-Con et le socle de la console sont proposés en deux éditions : blanc pour les Joy-Con et le socle ou bleu néon/rouge néon pour les Joy-Con et noir pour le socle, plus semblable au modèle original de la Nintendo Switch.
| Liste des éditions limitées de Nintendo Switch OLED | Liste des éditions limitées de Nintendo Switch OLED | Liste des éditions limitées de Nintendo Switch OLED | Liste des éditions limitées de Nintendo Switch OLED | Liste des éditions limitées de Nintendo Switch OLED | Liste des éditions limitées de Nintendo Switch OLED | Liste des éditions limitées de Nintendo Switch OLED | Liste des éditions limitées de Nintendo Switch OLED | Liste des éditions limitées de Nintendo Switch OLED |
| Édition                                             | Jeu inclus                                          | Motifs                                              | Motifs                                              | Motifs                                              | Motifs                                              | Bonus                                               | Date de sortie                                      | Disp. en France                                     |
| Édition                                             | Jeu inclus                                          | Dock                                                | Console                                             | Joy-Con                                             | Joy-Con                                             | Bonus                                               | Date de sortie                                      | Disp. en France                                     |
| Édition                                             | Jeu inclus                                          | Dock                                                | Console                                             | Gauche                                              | Droit                                               | Bonus                                               | Date de sortie                                      | Disp. en France                                     |
| --------------------------------------------------- | --------------------------------------------------- | --------------------------------------------------- | --------------------------------------------------- | --------------------------------------------------- | --------------------------------------------------- | --------------------------------------------------- | --------------------------------------------------- | --------------------------------------------------- |
| Édition Splatoon 3                                  | /                                                   | oui                                                 | oui                                                 | oui                                                 | oui                                                 | /                                                   | 26 août 2022                                        | oui                                                 |
| Édition Pokémon Écarlate et Violet                  | /                                                   | oui                                                 | oui                                                 | oui                                                 | oui                                                 | /                                                   | 4 novembre 2022                                     | oui                                                 |
| Édition The Legend of Zelda: Tears of the Kingdom   | /                                                   | oui                                                 | oui                                                 | oui                                                 | oui                                                 | /                                                   | 28 avril 2023                                       | oui                                                 |
| Édition Mario                                       | /                                                   | oui                                                 | oui                                                 | oui                                                 | oui                                                 | /                                                   | 6 octobre 2023                                      | oui                                                 |
| Édition Mario Kart 8 Deluxe                         | Mario Kart 8 Deluxe (code)                          | oui                                                 | oui                                                 | oui                                                 | oui                                                 | /                                                   | 20 novembre 2023                                    | oui                                                 |

## Services et logiciels

### Logiciel système
Le logiciel système de la Switch est basé sur la même architecture système que celui de la Nintendo 3DS. Épuré et minimaliste, le logiciel système gagne en stabilité et en fiabilité. Les mises à jour offrent des fonctionnalités supplémentaires, comme la recherche des manettes, le son réglable par le menu Accueil, les manettes.
La mise à jour 5.0.0 revoit, notamment, la sécurité vis-à-vis des failles découvertes par la communauté du hacking en 2017. Nintendo aurait modifié de manière substantielle, par la même occasion, le processeur NVIDIA Tegra X1 de la console. Selon des rumeurs Nintendo serait passé d'un Tegra 210 à un Tegra 214, ce qui corrigerait une faille hardware du Tegra X1 découverte par les hackers hexkyz, SciresM et qlutoo, membres de la scène hack de la Nintendo Switch.
La version 7.0.0 portait également sur la sécurité du système, mais a été piratée quelques heures seulement après sa sortie (voir Piratage). Les versions 7.3.2 et 9.2.2 sont réservées aux développeurs de Nintendo destinées à tester le SDK software sur les modèles EDEV et SDEV, pour développer des jeux.
La version majeure 8.0.0 introduit entre autres le zoom, le tri des logiciels (quand plus de treize logiciels sont installés sur la console) et le transfert de sauvegarde d'une console à une autre. Fin avril 2019, des speedrunners remarquent des chargements moins longs sur le jeu The Legend of Zelda: Breath of the Wild. Des anonymes découvrent un « mode Boost » qui serait à l'origine de ces gains de performance, en surcadençant le processeur de la console dans certaines situations. Normalement limité à 1 GHz, il grimpe jusqu'à 1,75 GHz en cas de besoin. Nintendo n'a pas officiellement communiqué sur l'existence de ce mode accéléré du processeur.
La mise à jour 9.0.0 n'ajoute pas de grandes nouveautés, contrairement à la version majeure suivante, la 10.0.0, qui améliore le confort des utilisateurs. Sont devenues possibles la configuration des boutons des manettes de la console, la copie de données entre la console et une carte mémoire SD, uniquement pour les logiciels, les données de mises à jour et les contenus téléchargeables.
La version 11.0.0 du 1er décembre 2020 inclut au Nintendo Switch Online le téléchargement automatique des données de sauvegarde depuis le cloud lorsque celui-ci est connecté à plusieurs consoles, ainsi que le transfert des photos et vidéos vers le téléphone ou l'ordinateur.
La version 13.0.0 assure la connexion des casques ou écouteurs Bluetooth à la Switch sans passer par un périphérique externe.

### Services en ligne

Logotype officiel du service Nintendo Switch Online.

La Nintendo Switch propose un service en ligne dès son lancement, permettant de se connecter au Nintendo eShop ou de jouer en ligne gratuitement avec un service nommé Nintendo Switch Online. Cependant, elle ne propose pas à son lancement de navigateur Internet ou encore les services de visionnage de vidéos en ligne, tels que Netflix, YouTube ou Hulu, mais une arrivée par mise à jour après le lancement est étudiée par Nintendo,. En novembre 2017, Hulu est disponible, tandis qu'en janvier 2018, l'arrivée de Netflix semble toujours incertaine. YouTube est arrivé sur la console dans la soirée du 8 novembre 2018. Le 17 février 2022, Crunchyroll est disponible sur la Nintendo Switch. En 2023, Netflix et Amazon Prime Video ne sont toujours pas disponible sur la Nintendo Switch.
Les fonctionnalités StreetPass et Miiverse ne sont pas disponibles sur la Nintendo Switch.
En juillet 2017, Nintendo sort une application dédiée pour smartphone permettant de gérer les parties en ligne ou discuter avec ses amis via son téléphone mobile, au départ seulement compatible avec le jeu Splatoon 2, puis plus tard avec plusieurs jeux comme Super Smash Bros. Ultimate qui en tire le plus parti (partage de captures d'écran et d'extraits de jeu) ou encore Luigi's Mansion 3. Plus tard une dizaine de jeux compatibles devraient y être ajoutés, chacun avec ses propres fonctionnalités 
En septembre 2018, Nintendo rend le Nintendo Switch Online payant, et l’agrémente de plusieurs fonctions. Le service propose une sélection de jeux classiques auxquels sont intégrés des fonctionnalités en ligne, des offres exclusives, et permet la sauvegarde de données de jeux Nintendo sur le cloud. L'abonnement fonctionne par compte Nintendo et non en couvrant tous les comptes présents sur une Nintendo Switch. Quatre formules tarifaires sont proposées : pour un compte Nintendo, 3,99 € pour un mois, 7,99 € pour un trimestre ou 19,99 € pour un an, et un forfait familial annuel pour jusqu'à huit comptes Nintendo à 34,99 €.
En juillet 2019, le Nintendo Switch Online passe la barre des 10 millions d'abonnés. Malgré ce cap symbolique, une éventuelle stagnation du nombre d'abonnements plane toujours, le service n'ayant accueilli « que » 200 000 abonnés supplémentaires entre avril et juillet de l'année 2019.
Il permet aussi de jouer en ligne aux jeux NES depuis le lancement du service, avec un catalogue régulièrement peaufiné. Les jeux SNES sont proposées à partir du 6 septembre 2019. Le 21 septembre 2021, Nintendo ajoute les services Nintendo 64 et Mega Drive avec le lancement du Pack additionnel nécessitant un abonnement plus cher. Le 8 février 2023, les jeux Game Boy/Game Boy Color sont ajoutés au service, ainsi que les jeux Game Boy Advance pour les abonnés du Pack additionnel.

### Contrôle parental
Dès sa sortie, la Nintendo Switch dispose d'un système de contrôle parental géré par une application dédiée pour smartphones et couplé aux comptes en ligne.
Grâce à ce service, il est possible de créer des règles afin de restreindre l'usage de la Nintendo Switch, certains paramètres du contrôle peuvent être ajustés à partir de la console, mais l’application permet plus d’options.

### Jeux

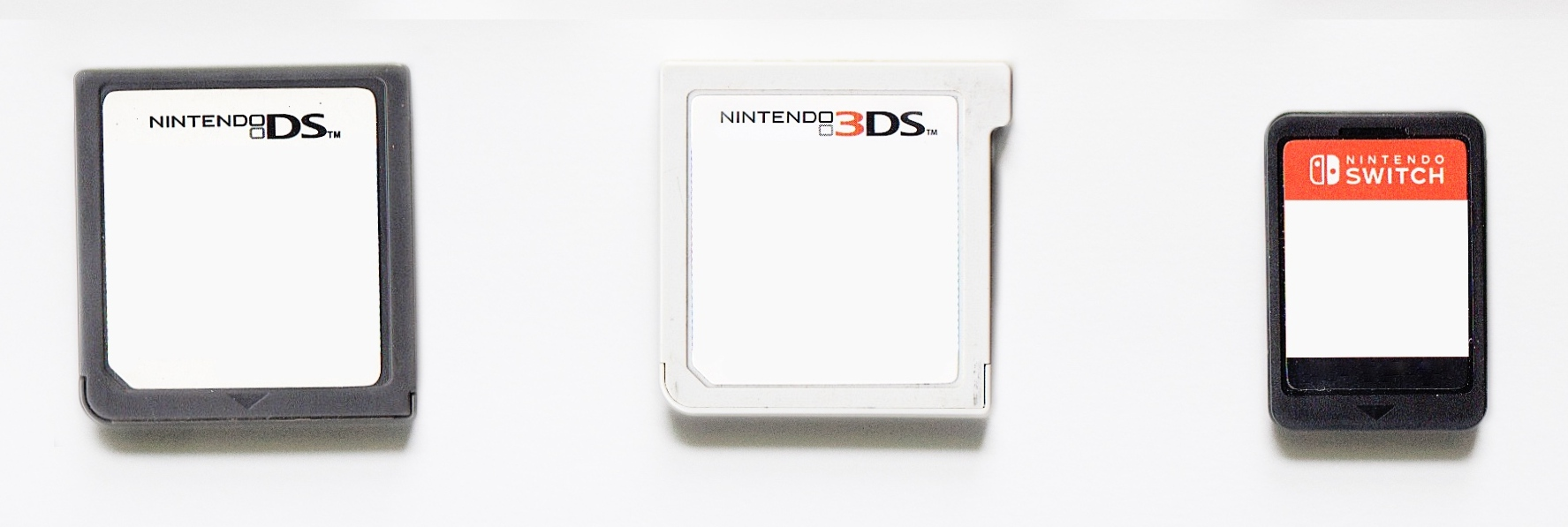
Les jeux Wii U et Nintendo 3DS ne sont pas compatibles avec la Nintendo Switch (comparaison avec les cartouches des précédentes consoles portables de Nintendo, les Nintendo DS et 3DS).

Les jeux Nintendo Switch sont proposés sur cartes de jeux au format propriétaire ou sous format dématérialisé via le Nintendo eShop. Afin que les cartes ne soient pas avalées accidentellement par de jeunes enfants, celles-ci sont imprégnées de benzoate de dénatonium, un sel très amer. Les joueurs peuvent utiliser les jeux achetés ou téléchargés où que ce soit dans le monde avec leur console du fait qu'elle ne soit pas zonée, à l'inverse des précédentes consoles de salon de chez Nintendo.
Avant même la présentation officielle de la console, plusieurs jeux sont annoncés, comme Rise: Race the Future, Sonic Forces, Dragon Quest X et Dragon Quest XI,.

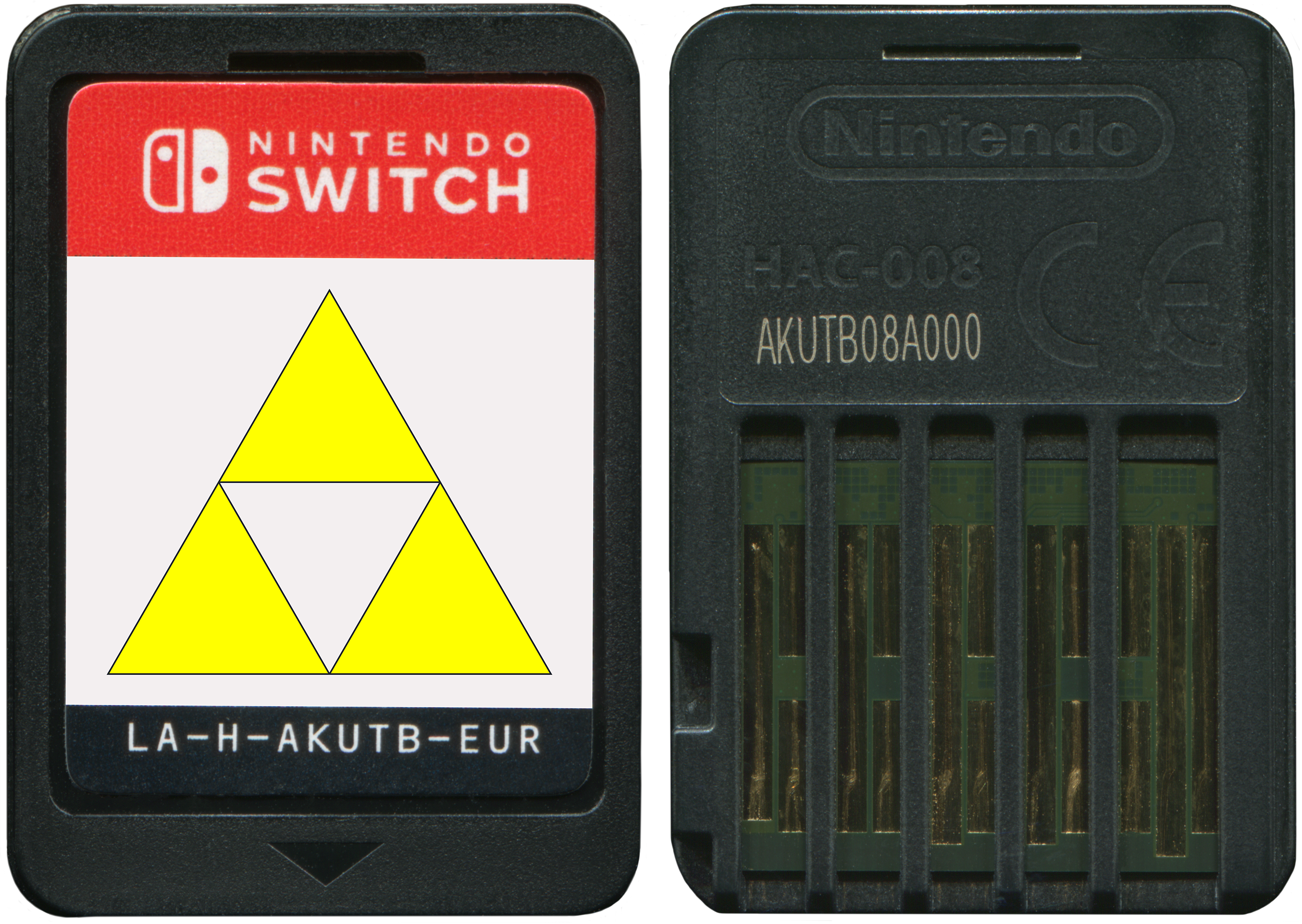
Une cartouche de jeu vidéo de la Nintendo Switch (ici, contenant le jeu Hyrule Warriors: Definitive Edition).

Lors de la première présentation de la console en octobre 2016, Nintendo a annoncé un partenariat avec plus de 50 développeurs qui développeraient pas moins de 80 jeux sur la console. Nintendo montre également des images de Super Mario Odyssey, Splatoon 2, Mario Kart 8 Deluxe, Skyrim et NBA 2K18. Bien qu'il s'agissait uniquement d'images d'illustrations,, l'ensemble de ces jeux est confirmé lors de la conférence de presse de janvier 2017.
Au lancement, la console propose cinq jeux sur support physique en Amérique du Nord et en Europe (1-2-Switch, Just Dance 2017, The Legend of Zelda: Breath of the Wild, Skylanders: Imaginators et Super Bomberman R) et une dizaine au Japon, avec également quelques jeux uniquement disponibles en dématérialisé. Par ailleurs, la console n'est pas rétrocompatible avec les jeux Nintendo 3DS et Wii U mais il est néanmoins possible de transférer les Mii depuis ces dernières via les amiibo.
Afin de proposer de nouvelles façons de jouer avec sa console, Nintendo développe Nintendo Labo, une série de jeux se présentant sous la forme de kits contenant des planches de carton pré-découpées, des accessoires ainsi qu'une cartouche de jeu permettant de fabriquer soi-même des objets compatibles avec la Nintendo Switch. Surnommés Toy-Con, ces objets sont fabriqués à base de carton et peuvent se présenter sous la forme d'un grand nombre d'objets du quotidien tels qu'un piano, une maison, une canne à pêche ou encore un volant de voiture. Les Toy-Con utilisent les trois principales fonctionnalités intégrées des Joy-Con que sont le gyroscope, le capteur infrarouge à détection de mouvements et les vibrations HD pour fonctionner. Les deux premiers kits sont sortis le 27 avril 2018, le troisième le 14 septembre 2018 et le quatrième le 12 avril 2019.
Nintendo sort ensuite Ring Fit Adventure en octobre 2019, un jeu proposant deux accessoires sur lesquels les Joy-Con doivent se fixer : un anneau en plastique rigide, le Ring-Con, ainsi qu'une bande s'accrochant autour de la jambe, le Leg Strap. L'objectif du jeu est de combattre des monstres dans un jeu d'aventure de type RPG en faisant de l'exercice physique.
Après un an et demi d'existence, la console compterait plus de 900 jeux. Fin août 2018, le Nintendo eShop compte déjà 1 005 jeux Switch. Au cours du mois de juillet 2019, la console dépasse les 2 400 jeux.

## Accueil

### Avant la sortie
À la suite de la présentation de la console par la firme de Kyoto le 13 janvier 2017, le journaliste et historien du jeu vidéo William Audureau s'interroge sur la ressemblance entre les erreurs que semble faire Nintendo avec cette mouture et celles de la console précédente de la marque. Il apparaît trois principaux reproches : le prix élevé de la console, le format mixte salon/portable qui ne semble pas faire d'émule et enfin le catalogue de jeu qui propose en grande majorité des franchises Nintendo au détriment d'éditeurs tiers. Le cours de l'action de la firme a également chuté de 5,75 % quelques heures après la fin de la présentation.
Les journalistes de PopUp', un blog de France Info, soulignent eux le côté « bluffant » des manettes Joy-Con, ce qui « laisse imaginer le potentiel de ces manettes » mais mettent en exergue leur défaut, la taille réduite des manettes à partager et conseillent de plutôt jouer avec la manette pro qui « se rapproche, en termes d'ergonomie de celle de la Xbox One » ou bien avec le Joy-Con Grip fourni avec la console. Ils précisent néanmoins que la console « a des atouts » mais « pas sûr, cependant, qu'elle séduise les malheureux acquéreurs de la Wii U » en raison du peu de jeux vraiment exclusifs à la console. Enfin, ils considèrent que le seul frein à l'achat de la console est le prix annoncé par les distributeurs à ce moment-là, de 349 euros.
Sur plusieurs forums francophones et anglophones tels que jeuxvideo.com, Gamekult, Gameblog ou encore Reddit, l'engouement a été revu à la baisse pour beaucoup d'utilisateurs, laissant place à de nombreuses plaintes et doutes[citation nécessaire]. Certains sites d'informations dans le secteur du jeu vidéo mais aussi technologique comme FrAndroid sont mitigés quant à l'application du concept de la console, rapportant ses défauts autant dans son utilisation que dans quelques jeux (dont The Legend of Zelda: Breath of the Wild, en version bêta) une fois la prise en main effectuée. Malgré tout, les précommandes sont extrêmement nombreuses, notamment en Amérique du Nord, et dans les pays scandinaves.
Au fil des semaines précédant puis suivant la sortie, l'engouement pour la Nintendo Switch reprend finalement, notamment après le Nindies Showcase du 28 février 2017 qui présenta des dizaines de jeux indépendants, parmi lesquels Pocket Rumble, Runner3, Shakedown: Hawaii, Shovel Knight: Treasure Trove ou encore Steamworld Dig 2. Entre le 3 et le 6 mars 2017, au lancement de la console, le cours de l'action de Nintendo est monté de 6 %.

### Ventes

#### Console
Lors des trois premiers jours de la sortie, 330 637 exemplaires sont vendus au Japon. Nintendo France annonce avoir vendu 105 000 unités durant la même période, un record dans le pays. Le record historique de ventes d'une console est également battu en Espagne et en Allemagne. De son côté, Nintendo UK a annoncé avoir vendu 80 000 exemplaires de la console, le double du score de lancement de la Wii U. Au 14 mars 2017, l'analyste SuperData Research indique que 1,5 million de Nintendo Switch a été écoulé et que 89 % des joueurs ont acheté The Legend of Zelda: Breath of the Wild, soit environ 1,34 million d'exemplaires vendus. Cela va dans le sens des prévisions de Nintendo qui prévoyait de vendre 2 millions d'exemplaires d'ici la fin du mois de mars 2017. En quatre semaines de commercialisation, la console s'écoule à 519 000 exemplaires au Japon, mettant alors trois semaines de moins que la PlayStation 4 pour dépasser la barre des 500 000 exemplaires vendus. 
Au début d'avril, NPD Group estime que Nintendo a vendu 906 000 exemplaires de la Nintendo Switch aux États-Unis entre la sortie de la console et la fin du mois de mars, un score comparable avec celui de la Xbox One et supérieur à tous les autres mois de lancement de consoles Nintendo. SuperData annonce par la suite estimer les ventes globales de Nintendo Switch au mois de mars à environ 2,4 millions de consoles dans le monde. Le 27 avril 2017, Nintendo annonce lors du bilan financier de l'année fiscale que la console s'est écoulée à 2,74 millions d'exemplaires lors de son premier mois de commercialisation. Fin juillet 2017, l'entreprise annonce avoir écoulé 4,7 millions d'exemplaires dans le monde. Le 19 octobre 2017, Nintendo déclare un parc de 2 millions d'exemplaires aux États-Unis. À la fin septembre 2017, Nintendo annonce avoir vendu 7,63 millions de console et plus de 27 millions de jeux. Au 10 décembre 2017, après neuf mois de commercialisation, la console a dépassé les 10 millions d'exemplaires vendus. Au Japon, la console se vend plus que la PlayStation 2 sur leurs dix premiers mois de commercialisation respectifs. Dans une interview parue le 28 décembre 2017, le président de Nintendo, Tatsumi Kimishima, déclare avoir l'intention de vendre plus de 20 millions de console durant l'année fiscale 2018-2019, pour répondre à cette dynamique supérieure aux attentes premières de l'entreprise. 
Au début de janvier 2018, Nintendo annonce avoir battu le record de la console s'étant le plus vendue aux États-Unis en 10 mois de commercialisation, avec 4,8 millions d'unités écoulées contre 4 millions pour la Wii qui détenait précédemment ce record. Pendant ce temps-là, Nintendo France annonce avoir vendu 911 000 consoles dans le pays, faisant mieux sur la même période que la Wii avec 703 000 unités et la PlayStation 4 avec 650 000 unités. De son côté, Nintendo Germany annonce avoir écoulé 600 000 consoles en Allemagne, dépassant également la Wii sur la même période dans le pays. En 38 semaines de commercialisation, la Nintendo Switch s'écoule à 700 000 copies au Royaume-Uni. La console passe la barre du million d'exemplaires en France à la fin février 2018. En juillet 2018, soit un peu plus d'un an après sa commercialisation, la Nintendo Switch reste à un bon niveau en termes de ventes. En effet, propulsée notamment par la sortie et les bonnes ventes de l'attendu Octopath Traveler et par les annonces faites par Nintendo lors de l'E3 2018 le mois précédent, la Switch est la console la plus vendue du mois de juillet aux États-Unis, réalisant également l'une des meilleures ventes de consoles Nintendo pour un mois de juillet depuis l'été 2009, époque où l'entreprise faisait parler d'elle grâce aux ventes assez impressionnantes de la Wii, dernier grand succès commercial de la firme japonaise en matière de consoles de salon. 
La fin de l'été 2018 coïncidera également avec une étape importante dans la vie de la Nintendo Switch. Il est annoncé au 30 août 2018, soit presque dix-huit mois après la sortie de la console, que la Switch aurait fait vendre 18 voire 19 millions de jeux au Japon, soit plus de jeux que sa prédécesseur, la Wii U, durant ses cinq ans de commercialisation. Il est en effet montré que les ventes software des jeux en version physique et dématérialisée (via le Nintendo eShop) de celle-ci n'ont pas dépassé les 15 millions de jeux vendus dans le pays. Au 30 octobre 2018, après qu'ait été annoncé que 3,19 millions de Nintendo Switch ont été vendues sur la période juillet-septembre 2018, pour atteindre 22,86 millions d'exemplaires distribués ; la Switch s'avère s'être officiellement plus vendue dans le monde que la GameCube, représentant quant à elle 21,74 millions d'unités à l'international.
Au 31 mars 2019, la Switch totalise 34,74 millions d'exemplaires vendus. Elle se hisse alors à la quatrième place des consoles de salon construites par Nintendo les mieux vendues, dépassant de peu la Nintendo 64 et ses 32,93 millions d'exemplaires vendues. Par ailleurs, Nintendo annonce que 77,9 % des ventes de son trimestre fiscal (période du 1er avril 2018 au 31 mars 2019) ont été effectuées en dehors du Japon et que 24,8 % des ventes de software ont été réalisées en support dématérialisé (en hausse de 7,5 % par rapport au précédent trimestre fiscal), — incluant les jeux, les DLC ou encore les abonnements au service Nintendo Switch Online —, ce qui représente un montant de 118,8 milliards de yens, soit environ 925 millions d'euros. En mai 2019, la console — bien que sortie trois ans après — dépasse les ventes totales de la PlayStation 4 au Japon. Elle totalise 36,87 millions d'unités vendues au 30 juin 2019. Au 31 décembre 2019, Nintendo annonce avoir vendu 52,48 millions d'unités de l'ensemble des modèles de sa console hybride, dépassant alors les chiffres de sa SNES et de la Xbox One de Microsoft, cette dernière sortie trois ans plus tôt. Pour cette même période, Nintendo France annonce avoir vendu 3,30 millions d'unités dans le pays. 
Au 31 décembre 2022, les ventes s'élèvent à 122,55 millions d'exemplaires, ce qui permet à la console de dépasser les ventes totales de la PlayStation 4 de Sony et de la Game Boy. Sur cette même période, Nintendo France annonce un total de 7 millions d'unités vendus, dépassant le record national de la Wii avec ses 6,3 millions d'exemplaires vendus. En juillet 2023, les ventes de la Nintendo Switch ont dépassé celles de la Wii aux États-Unis. Ce chiffre avait été déjà battu auparavant en Europe. En mai 2024, la console est devenue la console la plus vendue au Japon, dépassant la Nintendo DS. Au 31 mars 2025, alors que la Nintendo Switch 2 s'apprête à sortir, Nintendo a expédié 152,12 millions d'exemplaires de la Nintendo Switch, dont plus de 96,44 millions d'unités du modèle classique, 25,59 millions de Nintendo Switch Lite et 30,19 millions de Nintendo Switch OLED,. 
Il s'agit actuellement de la console de salon de Nintendo la plus vendue de tous les temps, le nombre d'exemplaire distribué au cours de son cycle de vie étant supérieur aux ventes de toutes les consoles de jeu Nintendo à l'échelle internationale à l'exception d'une seule, la Nintendo DS. À ce stade, elle a également dépassé les ventes de toutes les autres consoles de jeu, occupant la troisième position des consoles de jeux vidéo les plus vendues derrière la DS et la PlayStation 2. Entre décembre 2018 et octobre 2020, la Switch devient la console la plus vendue aux États-Unis durant 22 mois consécutifs, prenant le record de la Xbox 360 qui s'était maintenue pendant 21 mois (entre août 2011 et avril 2013). Dans le même pays, la console représente pendant 33 mois les ventes mensuelles les plus importantes, entre novembre 2018 et août 2021, selon les données du NPD Group.
| Date              | Japon      | Japon    | Amérique   | Amérique | Europe     | Europe   | Autres     | Autres   | Total       | Total    |
| Date              | Matériel   | Logiciel | Matériel   | Logiciel | Matériel   | Logiciel | Matériel   | Logiciel | Matériel    | Logiciel |
| ----------------- | ---------- | -------- | ---------- | -------- | ---------- | -------- | ---------- | -------- | ----------- | -------- |
| 31 mars 2017      | 0,60       | 0,89     | 1,20       | 2,86     | 0,76       | 1,42     | 0,18       | 0,29     | 2,74        | 5,46     |
| 30 juin 2017      | 1,12       | 2,45     | 1,95       | 6,49     | NC         | NC       | 1,63       | 4,66     | 4,70        | 13,60    |
| 30 septembre 2017 | 1,95       | 5,26     | 3,11       | 12,25    | 1,94       | 8,51     | 0,63       | 1,46     | 7,63        | 27,48    |
| 31 décembre 2017  | 3,72       | 9,82     | 5,94       | 23,65    | 3,97       | 16,06    | 1,25       | 3,04     | 14,86       | 52,57    |
| 31 mars 2018      | 4,39       | 13,15    | 7,14       | 30,37    | 4,55       | 20,58    | 1,72       | 4,86     | 17,79       | 68,97    |
| 30 juin 2018      | 4,89       | 16,10    | 7,81       | 38,74    | 4,88       | 25,82    | 2,12       | 6,27     | 19,67       | 86,93    |
| 30 septembre 2018 | 5,52       | 20,31    | 9,13       | 49,97    | 5,75       | 33,43    | 2,47       | 7,39     | 22,86       | 111,10   |
| 31 décembre 2018  | 7,74       | 30,33    | 12,94      | 73,85    | 8,52       | 48,44    | 3,09       | 10,97    | 32,27       | 163,61   |
| 31 mars 2019      | 8,23       | 34,64    | 14,01      | 84,31    | 9,10       | 55,74    | 3,41       | 12,82    | 34,74       | 187,52   |
| 30 juin 2019      | 8,76       | 39,05    | 14,83      | 94,47    | 9,60       | 62,46    | 3,69       | 14,15    | 36,87       | 210,13   |
| 30 septembre 2019 | 9,6110,00  | 44,93    | 15,8416,64 | 110,22   | 10,3310,86 | 74,43    | 3,944,17   | 16,43    | 39,7241,67  | 246,01   |
| 31 décembre 2019  | 11,0612,42 | 57,34    | 18,7820,87 | 138,63   | 12,6013,88 | 94,01    | 4,865,32   | 20,68    | 47,3052,48  | 310,65   |
| 31 mars 2020      | 11,4413,44 | 67,20    | 19,7922,12 | 158,59   | 13,0914,43 | 105,92   | 5,255,78   | 24,54    | 49,5755,77  | 356,24   |
| 30 juin 2020      | 12,2314,59 | 77,21    | 20,5024,11 | 180,07   | 13,9116,04 | 120,22   | 5,986,70   | 29,16    | 52,6361,44  | 406,67   |
| 30 septembre 2020 | 13,3716,17 | 84,98    | 22,3826,58 | 204,18   | 15,2517,73 | 134,44   | 6,937,81   | 32,88    | 57,9368,30  | 456,49   |
| 31 décembre 2020  | 15,4618,88 | 98,89    | 25,4031,17 | 238,12   | 17,3520,70 | 158,29   | 8,149,11   | 37,04    | 66,3479,87  | 532,34   |
| 31 mars 2021      | 16,2220,04 | 112,22   | 26,8633,27 | 261,00   | 18,1121,58 | 172,15   | 8,709,71   | 41,74    | 69,8984,59  | 587,12   |
| 30 juin 2021      | 17,0521,20 | 120,35   | 27,9634,86 | 283,35   | 18,9322,66 | 183,51   | 9,2610,33  | 45,20    | 73,2089,04  | 632,40   |
| 30 septembre 2021 | 17,8022,06 | 128,35   | 29,0136,31 | 306,13   | 19,7423,60 | 197,78   | 9,7910,89  | 48,74    | 76,3492,87  | 681,00   |
| 31 décembre 2021  | 18,5724,36 | 143,20   | 30,9640,12 | 345,64   | 21,8626,98 | 223,01   | 10,2812,09 | 54,56    | 81,68103,54 | 766,41   |
| 31 mars 2022      | 18,7825,23 | 154,36   | 32,0842,03 | 369,27   | 22,1527,60 | 237,93   | 10,4412,79 | 60,62    | 83,45107,65 | 822,18   |
| 30 juin 2022      | 19,0125,95 | 162,43   | 32,5743,30 | 386,42   | 22,6828,70 | 249,45   | 10,5213,13 | 65,29    | 84,77111,08 | 863,59   |
| 30 septembre 2022 | 19,2226,96 | 175,09   | 32,9944,59 | 406,97   | 22,8729,29 | 266,39   | 10,5913,49 | 69,15    | 85,67114,33 | 917,59   |
| 31 décembre 2022  | 19,6729,05 | 192,62   | 34,2947,66 | 437,37   | 23,9631,71 | 289,47   | 10,7514,15 | 74,84    | 88,67122,55 | 994,30   |
| 31 mars 2023      | 19,7329,59 | 200,15   | 34,7549,00 | 456,27   | 24,2632,58 | 300,91   | 10,8414,44 | 78,82    | 89,58125,62 | 1036,15  |
| 30 juin 2023      | 19,8930,79 | 209,18   | 34,9150,18 | 478,97   | 24,4733,53 | 314,23   | 10,9615,02 | 85,97    | 90,23129,53 | 1088,35  |
| 30 septembre 2023 | 20,0331,77 | 217,52   | 35,1251,03 | 498,39   | 24,6734,15 | 327,88   | 11,0215,51 | 89,43    | 90,83132,46 | 1133,23  |
| 31 décembre 2023  | 20,2633,34 | 232,73   | 36,2253,85 | 524,77   | 25,4336,15 | 348,61   | 11,0816,03 | 93,99    | 92,98139,36 | 1200,10  |
| 31 mars 2024      | 20,3434,01 | 239,93   | 36,4554,52 | 540,18   | 25,5536,49 | 358,32   | 11,1116,30 | 97,39    | 93,45141,32 | 1235,82  |
| 30 juin 2024      | 20,4534,80 | 246,76   | 36,6955,17 | 552,99   | 25,6936,89 | 366,93   | 11,1316,56 | 99,79    | 93,97143,42 | 1266,46  |
| 30 septembre 2024 | 20,6035,62 | 255,45   | 36,9956,11 | 569,45   | 25,9637,52 | 378,76   | 11,1616,79 | 102,43   | 94,70146,04 | 1306,10  |
| 31 décembre 2024  | 20,8336,82 | 266,81   | 37,7057,83 | 591,06   | 26,4739,00 | 395,90   | 11,1817,22 | 106,03   | 96,18150,86 | 1359,80  |
| 31 mars 2025      | 20,8937,20 | 273,12   | 37,8358,31 | 605,03   | 26,5339,20 | 404,72   | 11,1917,41 | 108,35   | 96,44152,12 | 1391,23  |
| 30 juin 2025      | 20,9437,53 | 278,56   | 37,9458,61 | 615,25   | 26,5939,37 | 411,63   | 11,1917,58 | 110,19   | 96,66153,10 | 1415,63  |

#### Jeux
| Rang | Titre                                     | Date de sortie   | Ventes (en millions) |
| ---- | ----------------------------------------- | ---------------- | -------------------- |
| 1    | Mario Kart 8 Deluxe                       | 28 avril 2017    | 68,86                |
| 2    | Animal Crossing: New Horizons             | 20 mars 2020     | 48,19                |
| 3    | Super Smash Bros. Ultimate                | 7 décembre 2018  | 36,55                |
| 4    | The Legend of Zelda: Breath of the Wild   | 3 mars 2017      | 33,04                |
| 5    | Super Mario Odyssey                       | 27 octobre 2017  | 29,50                |
| 6    | Pokémon Écarlate Pokémon Violet           | 18 novembre 2022 | 27,15                |
| 7    | Pokémon Épée Pokémon Bouclier             | 15 novembre 2019 | 26,84                |
| 8    | The Legend of Zelda: Tears of the Kingdom | 12 mai 2023      | 21,93                |
| 9    | Super Mario Party                         | 5 octobre 2018   | 21,19                |
| 10   | New Super Mario Bros. U Deluxe            | 11 janvier 2019  | 18,36                |

Parmi les nombreux jeux disponibles sur la Nintendo Switch, soixante-treize jeux édités ou développés par Nintendo ont atteint le million de ventes. Ces soixante-treize jeux, en cumulant plus de 600 millions d'unités vendues, représentent près de la moitié des ventes software de Nintendo, c'est-à-dire près de la moitié des ventes de jeux de la Nintendo Switch.
Au 30 septembre 2024, 1,3 milliard de jeux ont été vendues sur la Nintendo Switch. Parmi les séries les plus lucratives figurent les franchises Mario, The Legend of Zelda et Pokémon. Splatoon, série relativement récente, est également particulièrement présente sur Nintendo Switch, avec plus de 26 millions d'unités vendues sur ses deux derniers épisodes.
Les séries les plus vendues sur Nintendo Switch dont Nintendo est l'éditeur comprennent :
1. Pokémon : plus de 99 millions d'unités
2. Mario Kart : plus de 67 millions d'unités
3. The Legend of Zelda : plus de 53 millions d'unités
4. Animal Crossing : plus de 46 millions d'unités
5. Super Mario (3D) : plus de 42 millions d'unités
6. Super Mario (2D) : plus de 41 millions d'unités
7. Super Smash Bros. : plus de 35 millions d'unités
8. Mario Party : plus de 34 millions d'unités
9. Splatoon : plus de 26 millions d'unités
10. Kirby : 15,08 millions d'unités
11. Pikmin : 7,86 millions d'unités
12. Xenoblade Chronicles : 7,17 millions d'unités
13. Metroid : 4,99 millions d'unités

## Problèmes rencontrés

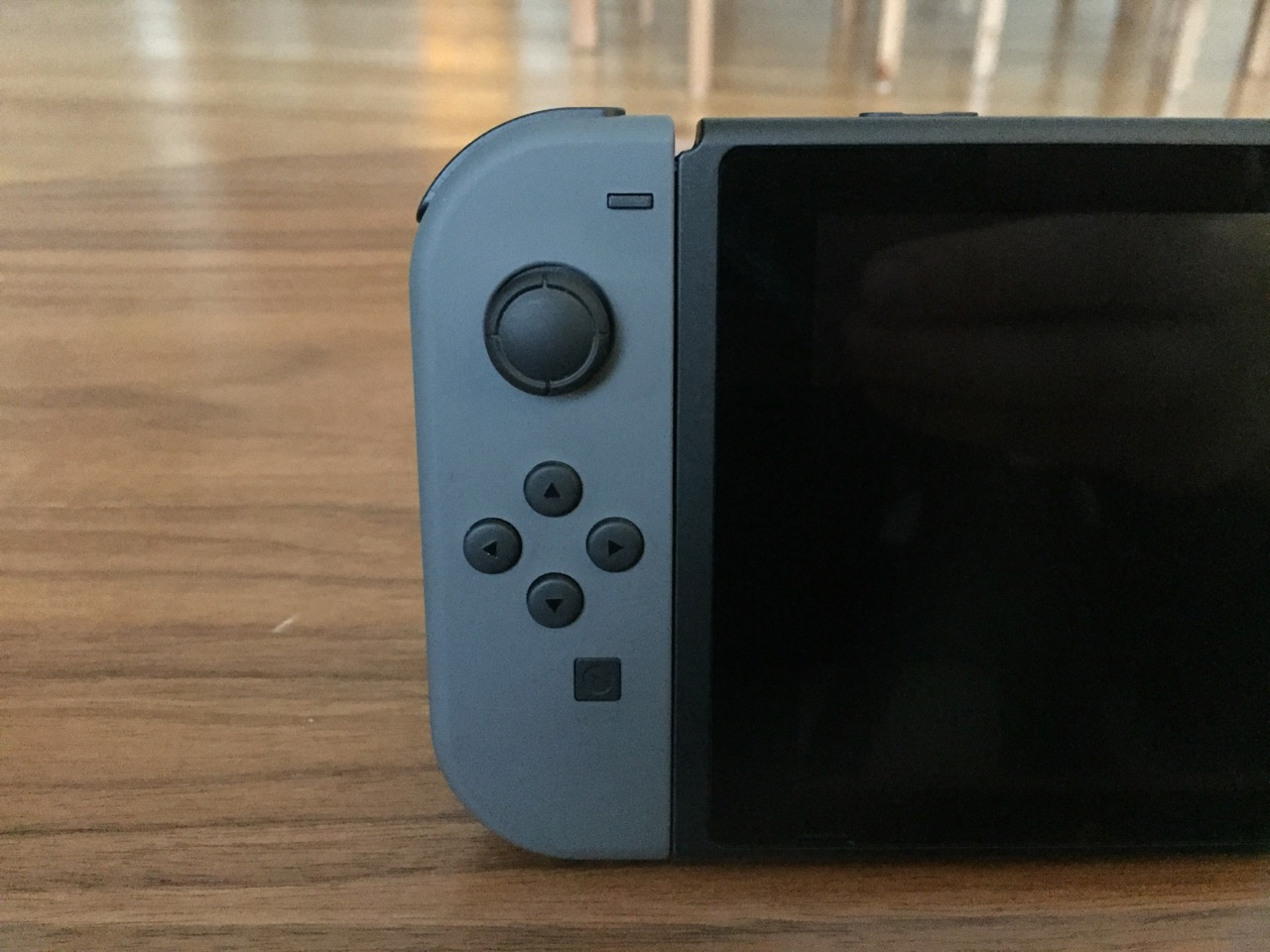
Une Switch avec son Joy-Con gauche (-). Le Joy-Con gauche comporte un élément métallique qui peut interférer avec son antenne.

### Problèmes inhérents aux Joy-Con
Les semaines suivant la sortie de la Nintendo Switch, de nombreux défauts techniques affectant la console sont mis au jour. Les Joy-Con de la console sont les principaux éléments concernés par ces soucis. En effet, les dragonnes de ces derniers ne peuvent être montées à l'envers, ainsi, si ce problème survient, il sera extrêmement difficile de les séparer.
De plus, l'antenne du Joy-Con gauche souffre d'un problème de conception. Un bloc de métal est positionné juste au niveau de l'antenne du Joy-Con, provoquant ainsi de nombreuses désynchronisations avec la console,. Le constructeur a déclaré que le problème n'est présent que sur une partie des Joy-Con gauche produits. Pour pallier ce problème, Nintendo offre un morceau de mousse conductrice à fixer sur les Joy-Con affectés.
Un problème de stick directionnel s'activant tout seul, alors qu'il est en position neutre, a également été rencontré par de nombreux joueurs, principalement sur le Joy-Con gauche. Ce problème, connu sur le net sous le nom de « Joy-Con Drift » ou « dérive », semble survenir, entre autres causes, quand des poussières arrivent à se glisser en dessous du cache en caoutchouc qui entoure le stick,. À la suite d'une plainte collective déposée le 21 juillet 2019 aux États-Unis,, Nintendo a reconnu le problème.
Après les défauts récurrents des manettes et l'absence de service de réparation, la société a été accusée par l'UFC Que Choisir d'obsolescence programmée. Forte des 10 000 témoignages reçus en quelques semaines, l'association a déposé plainte en France contre Nintendo en novembre 2020, avant de saisir avec ses partenaires du BEUC, en janvier 2021, la Commission européenne. Et en avril 2023, elle a obtenu gain de cause, "puisque désormais toute manette défectueuse sera réparée gratuitement par Nintendo, peu importe la date d’achat ou le modèle".

### Autres problèmes liés à la console
Nintendo déclare, au sujet des pixels morts : « Un petit nombre de pixels bloqués ou morts sont une caractéristique courante des écrans LCD [...] Ce phénomène est normal, et ne devrait pas être considéré comme un défaut ». Une polémique naît rapidement ; il s'avère que Nintendo n'est pas en faute.
Certains utilisateurs indiquent posséder un dock dont une partie serait « bombée » vers l'intérieur, ce qui endommage l'écran en plastique de la console. D'autres utilisateurs indiquent que leurs consoles sont victimes d'un écran bleu de la mort sans texte, rendant les Switch non opérationnelles. Nintendo corrige rapidement le problème.
Par ailleurs, le 26 décembre 2019 le magazine 60 Millions de consommateurs nomme la console « objet électronique le plus fragile » de l'année et note en plus des manettes, les problèmes de carte mère et d'alimentation, ainsi que le coût des réparations et le mépris de Nintendo de la garantie légale.
Par ailleurs, de nombreux utilisateurs américains ont relevé de multiples problèmes sur les jeux Nintendo 64 émulés sur Switch, notamment The Legend of Zelda: Ocarina of Time et Mario Kart 64, alors qu'il s'agit d'un service proposé dans l'abonnement payant sur Switch Online et que l'émulation des mêmes jeux sur Wii U n'avait pas provoqué autant de retours négatifs,.